# Heresiarches albicinctus
Heresiarches albicinctus är en stekelart som beskrevs av Heinrich 1970. Heresiarches albicinctus ingår i släktet Heresiarches, och familjen brokparasitsteklar. Inga underarter finns listade.